# Нојенкирхен (Округ Оснабрик)
Нојенкирхен (њем. Neuenkirchen) општина је у њемачкој савезној држави Доња Саксонија. Једно је од 34 општинска средишта округа Оснабрик. Према процјени из 2010. у општини је живјело 4.527 становника. Посједује регионалну шифру (AGS) 3459027.

## Географски и демографски подаци
Нојенкирхен се налази у савезној држави Доња Саксонија у округу Оснабрик. Општина се налази на надморској висини од 55 метара. Површина општине износи 57,5 km². У самом мјесту је, према процјени из 2010. године, живјело 4.527 становника. Просјечна густина становништва износи 79 становника/km².